# Abdelhalim Bouarara
 (juin 2021).
Abdelhalim Bouarara (en arabe : عبد الحليم بوعرارة) est un ancien footballeur algérien né le 30 septembre 1969 à Batna. Il évoluait au poste de défenseur central. Après sa carrière de joueur, il se reconvertit en entraîneur.

## Biographie

### Carrière de joueur
Il évolue en première division algérienne avec le club du CA Batna. Il dispute 53 matchs en inscrivant six buts en Ligue 1.

### Carrière d'entraîneur
Abdelhalim Bouarara entraîne le club de sa ville natale, le CA Batna en 2007 et 2017, après avoir été longtemps assistant d'entraîneur entre 2006 et 2009, puis entre 2011 et 2014.